# بروود، نیو ساوت ولز
بروود (به انگلیسی: Burwood) یک حومه شهر در استرالیا است که در نیو ساوت ولز واقع شده‌است.